# تنور
التنور (الجمع: تَنَانِيْر) (بالإنجليزية: Tandoor) نوع من أنواع الأفران الطينية التي يخبز بها الخبز.
يعتبر "التنور" المصنوع من الطين من أقدم وسائل صناعة الخبز في العراق، ورغم تطور الزمن وظهور أنواع عديدة من الأفران التي تعمل بالغاز أو الكهرباء، لاتزال الأسر العراقية تتمسك بالخبز المحضر في التنور الطيني
يصنع التنور من الطين الحُر أي الصلصال حيث يحضر الطين ويخلط جيداً ويخمر، حيث يصنع من هذا الطين حلقات بقطر حوالي 1 متر وبارتفاع حوالي 20 سم وسمك حوالي 3 سم تترك لتجف يعمل من هذه الحلقات العدد وبأقطار تشكل مع بعضها التنور والذي يكون بارتفاع كلي 1 - 1,5 متر حيث يتم تركيب هذه الحلقات فوق بعضها لتكون الشكل النهائي للتنور وتترك لتجف تحت أشعة الشمس.
تختلف أحجام فرن التنور، فمنها الكبير ما هو للأغراض الإنتاجية التجارية ومنها الصغير للأغراض المنزلية.
يركب هذا التنور في أحد زوايا المكان أو تصف التنانير بجانب بعضها لتشكل صف منها كما هو في المخابز، تملئ المسافة البينية بين التنانير لتشكل مسطبة يستفاد منها في رق العجين قبل إدخاله التنور ولصق العجين على جدار التنور.
يستخدم خشب الأشجار أو نوى التمر أو حتى المواقد النفطية التي تعمل بضغط الهواء للنفط إلى الموقد لتسخين التنور وإيصاله إلى درجة الحرارة اللازمة للخبز.
في الأخيرة غزا التنور المعدني الذي يعمل على الغاز البيوت ذلك لأنه أكثر عملية بالنسبة لأم البيت من التنور الطيني حيث يمكن نقله بسهولة بعكس التنور الطيني الثابت.
ومن مساوئ التنور المعدني هو فقدان الخبز إلى المذاق الخاص واللذيذ لخبز تنور الطين

## التأثيل
التنور كلمة أصلها آرامي «تنورا» وهي منحوت من «بيت نور» في الآرامية وتعني بيت النار.

## التاريخ

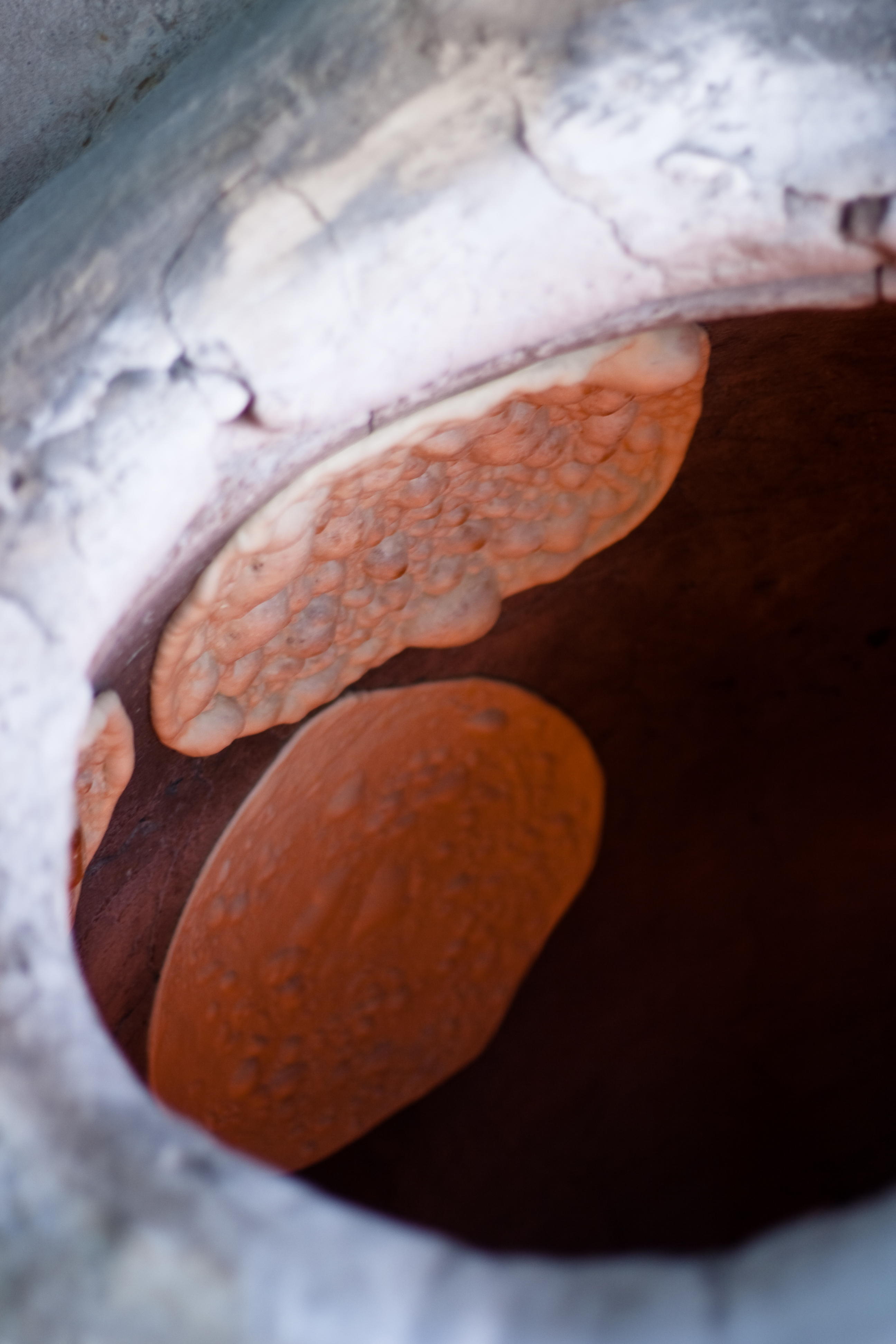
خبز في تنور.

تم العثور على أقدم أمثلة على فرن التندور في المستوطنات من الحضارة القديمة في وادي السند في باكستان، وإن كانت قد استعادت في وقت سابق من نوع أفران التندور في سياقات الهاربان المبكر على ساحل مكران، بما في ذلك موقع التلة من بالاكوت، باكستان. في اللغة السنسكريتية، وأشار إلى أنه التندور كاندو. والتندور كلمة تأتي من كلمة tandūr الداري وtannūr؛ مستمدة من هذه الشروط مشابهة جداً، بمعنى. tanūr الفارسي (تنور) والأرمنية "t'onir" (Թոնիր)، والعربية tannūr (تنور)، Tandır التركية الآذرية والكردية təndir tendûr (التي لها نفس المعنى جميع كما هو موضح في المقالة). ومع ذلك، وفقا لقاموس اللغة الفارسية الدهخدا كلمة تنبع من tinûru الأكدية، وكما هو مذكور في وقت مبكر كما هو الحال في ملحمة الأكادية من Gilgames (reflexed كما تنورة الأفستية وtanûr بهلوي). على هذا النحو، قد لا تكون قد نشأت من التندور سامية أو الإيرانية كلياً، التي تعود إلى فترات ما قبل هجرة الآرية والشعوب السامية في بلاد ما بين النهرين والهضبة الإيرانية.

## مطبخ التنور

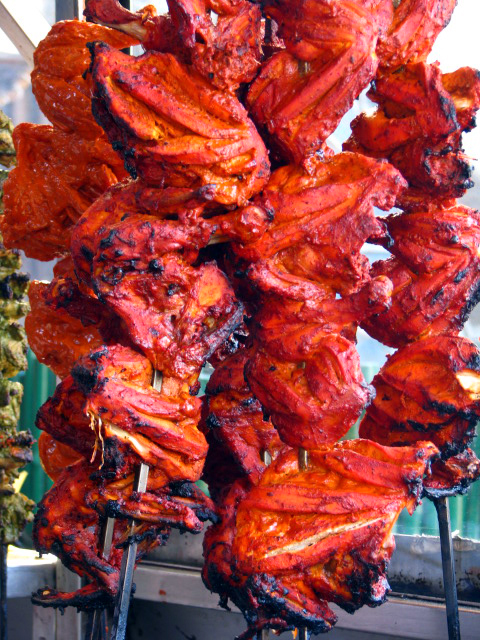
دجاج تندوري.

يتم إعداد العديد من الوجبات في فرن التنور، وأشهرها: دجاج التندوري، ودجاج تكا.

## الطابون
الطوابين: مفردها طابون، وهو عبارة عن قالب ترابي مفتوح السقف صممه الفلاحين الأردنيين والفلسطينين لصناعة الخبز من التربة الجيرية بعد خلطها بمادة التبن والماء وتعريضه لأشعة الشمس حتى يجف، ثم يطمر بعد ذلك بالرماد وروث الحيوانات الجاف (الزبل)بعد تغطية الطابون بغطاء حديدي خاص، ويوضع داخله حجارة مكوره ملساء يطلق عليها اسم الرضف أو الرضف، ويوقد عليه النار حتى يصبح بدرجة حرارة كافية لإنضاج العجين، ينبغي المحافظة على درجة الحرارة هذه باستمرار من خلال إضافة (الزبل) يوميا على الطابون، استخدم الفلاحون الطوابين أيضا للتدفئة عبر طمر الحطب الجاف في الزبل لنصف يوم حتى يتحول إلى فحم ملتهب، ثم يخرجونه من رماد الزبل ويوضع في الكانون.

## معرض صور

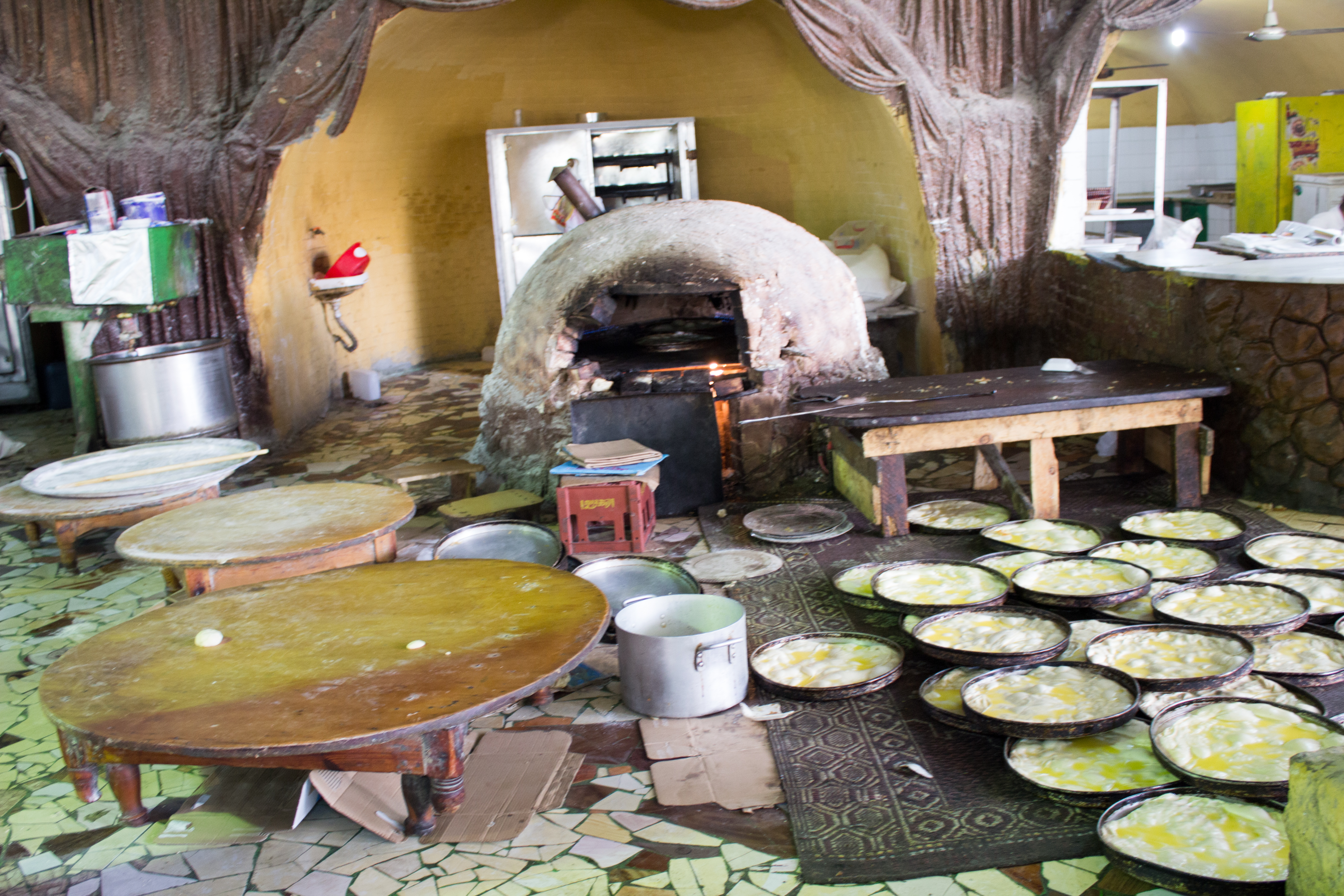
خبز الفطير المشلتت المصري في فرن بلدي.
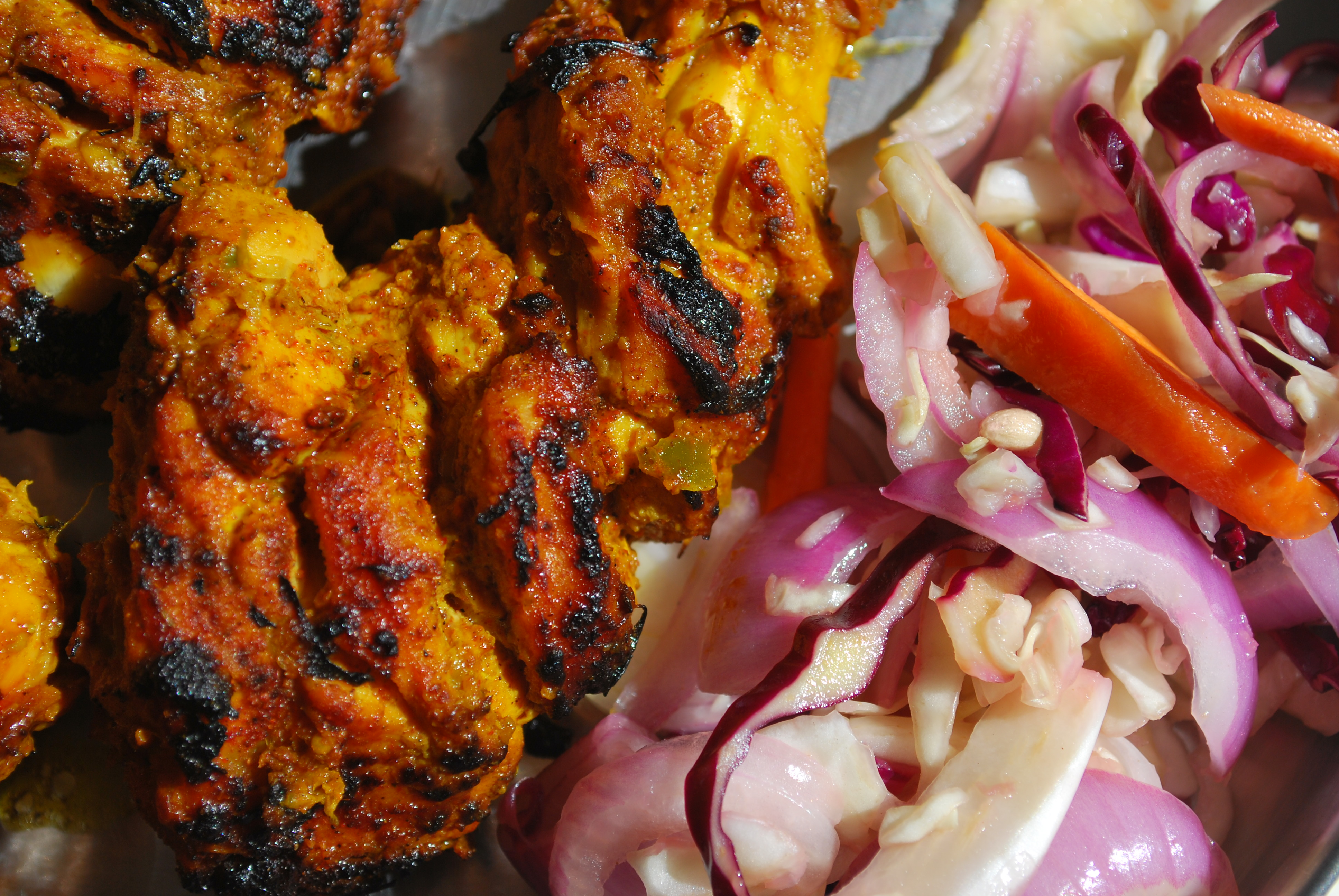
طبق مشويات هندي على فرن التنور.
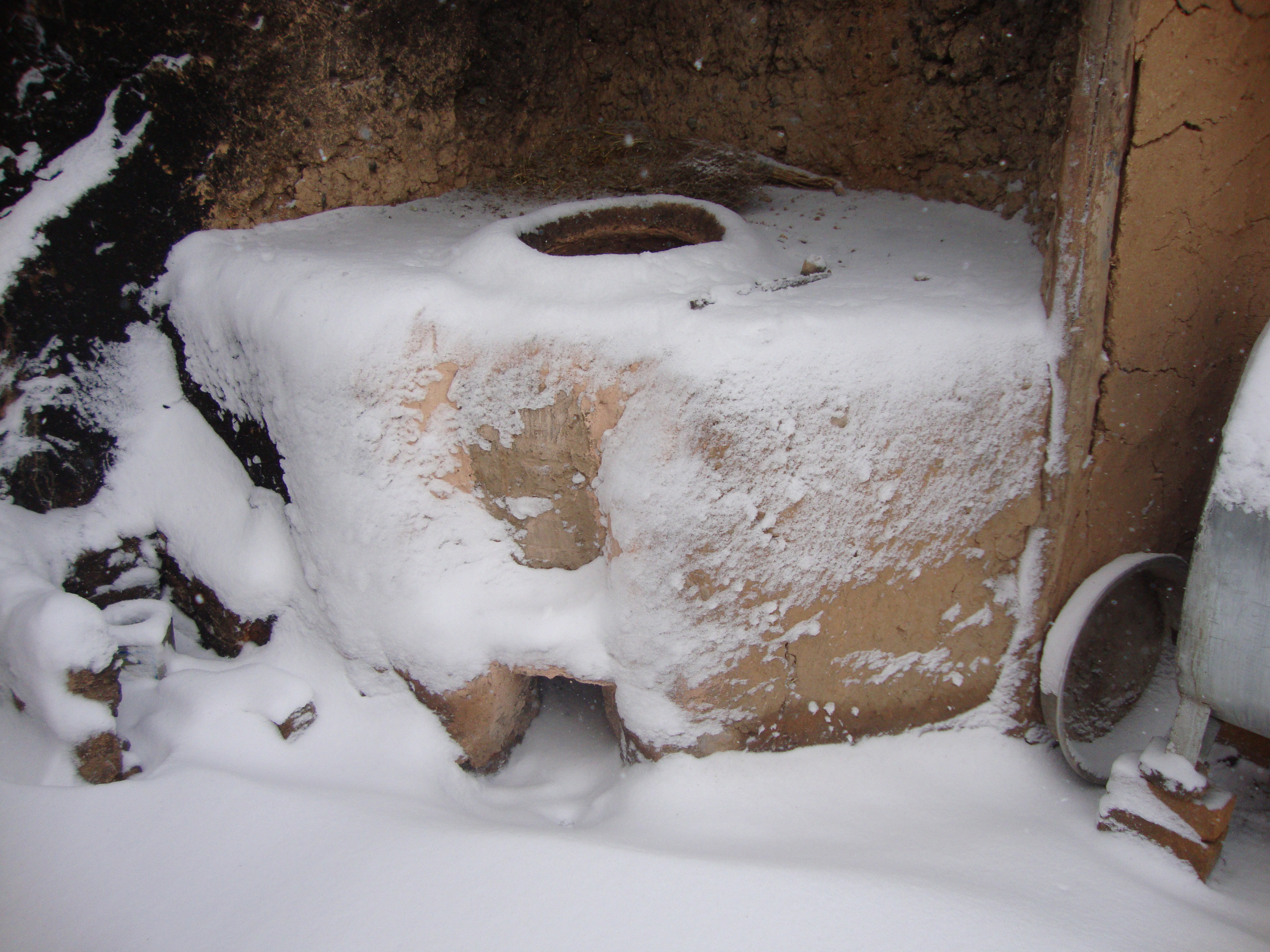
تنور طين تم تحويطة بالطين، الذي أصبح أشبه بالطوب الحجري. في قرية زالي (إسفراين) في مدينة خراسان.
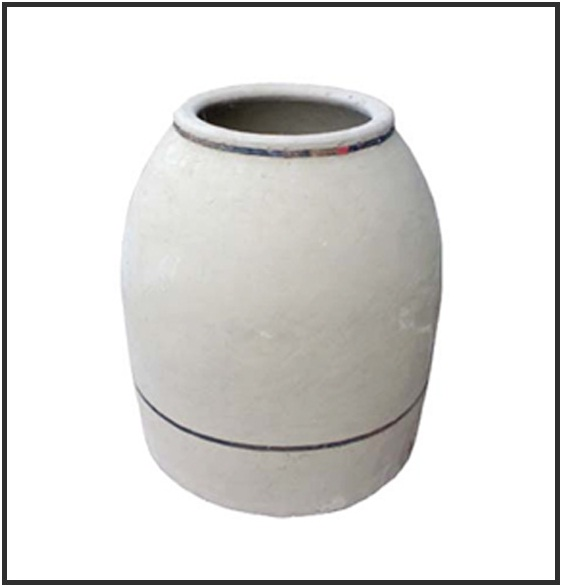
شكل التنور الطيني المصنوع من الصلصال الذي لا يُفخر بالنار.

## روابط خارجية
اعداد الخبز على فرن التنور من اليوتيوب على يوتيوب